# Amélie Cordonnier
Amélie Cordonnier, née en 1979, est une journaliste et écrivaine française.

## Biographie

### Carrière
Amélie Cordonnier est journaliste depuis 2002.  Elle travaille pour Europe 1 et La Tribune puis devient chef de rubrique Culture à Femme Actuelle en 2014. Elle y écrit notamment des chroniques littéraires,,. Elle écrit aussi dans le JDD et Prima,.
Parallèlement, elle écrit des romans. Le 29 août 2018 sort chez Flammarion son premier roman, Trancher, qui parle de violence verbale dans les relations amoureuses. Il décrit le choix que doit réaliser une mère de famille après les insultes proférées par son mari à son encontre,,. Le livre est  finaliste du prix Double Dôme.
En 2020, Un loup quelque part, son deuxième roman, est un récit sur l’incapacité d’une mère à aimer son enfant.
En 2022, elle publie son troisième roman, Pas ce soir, qui raconte la baisse du désir puis de l'amour dans un couple,,.
En 2023, elle publie son quatrième roman, En garde, qui raconte l'histoire d'une femme qu'un voisin dénonce aux services sociaux de l’enfance pour maltraitance sur ses propres enfants,. Il s'agit d'un récit autobiographique, basé sur ce que l'auteure a elle-même vécu en 2020,. « Un suspense à la Hitchcock », écrit la romancière Tatiana de Rosnay dans Le Parisien. Le livre fait partie de la première sélection du Prix des Romancières 2024. En mars 2024, il reçoit le prix littéraire des lycéens de Saint-Luc et Paul Duez à Cambrai.

### Vie privée
Elle a un fils et une fille.

## Œuvre

### Romans
- Trancher ; Flammarion, 2018
- Un loup quelque part ; Flammarion, 2020
- Pas ce soir ; Flammarion, 2022
- En garde ; Flammarion, 2023